# Orgel der Ludgerikirche (Norden)

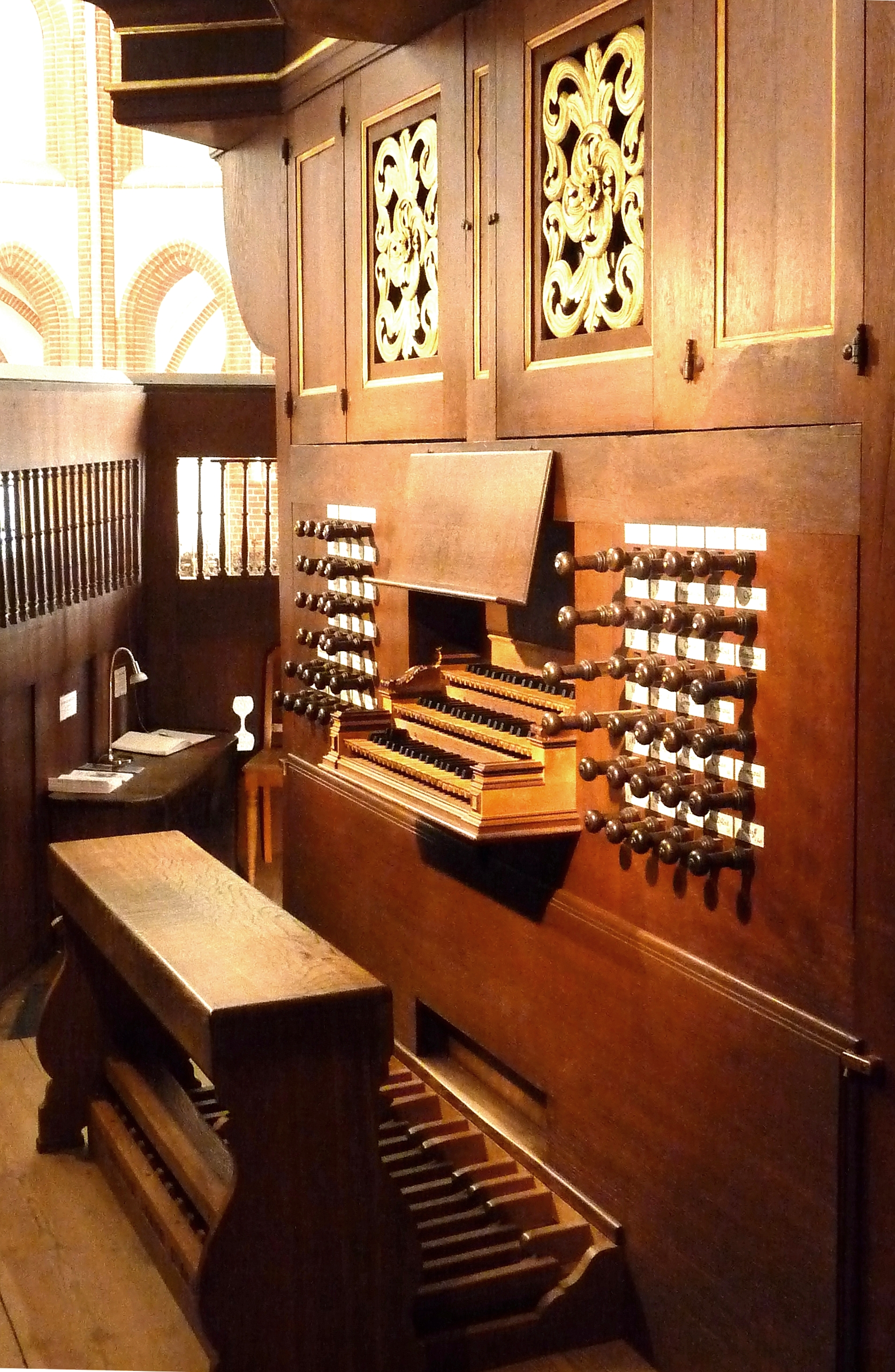
Spieltisch, darüber geschlossene Türen des Brustpositivs

Die Orgel der Ludgerikirche in Norden wurde 1686 bis 1692 von Arp Schnitger gebaut. Sie verfügt über 46 Register, 5 Werke, 3 Manualklaviaturen und Pedal und ist damit nach der Orgel der Jacobikirche in Hamburg Schnitgers zweitgrößtes erhaltenes Werk in Deutschland und die zweitgrößte Orgel in Ostfriesland. Historisch und musikalisch stellt sie ein Kunstwerk von internationalem Rang dar.

## Baugeschichte

### Vorgängerorgeln
Die Vorgängerorgel der evangelisch-lutherischen Ludgerikirche stammte von Edo Evers (1618), der teils Pfeifen aus der alten Orgel von Andreas de Mare (1567) übernahm. Sie wies 18 Register, drei Manuale und angehängtes Pedal auf. Wie ihre Vorgängerin hing sie als Chororgel schwalbennestartig an der südlichen Chorwand hinter dem jetzigen Standort und erfüllte von dort aus ihre selbstständigen Aufgaben im Gottesdienst.

### Neubau durch Schnitger 1686–1688/1691–1692

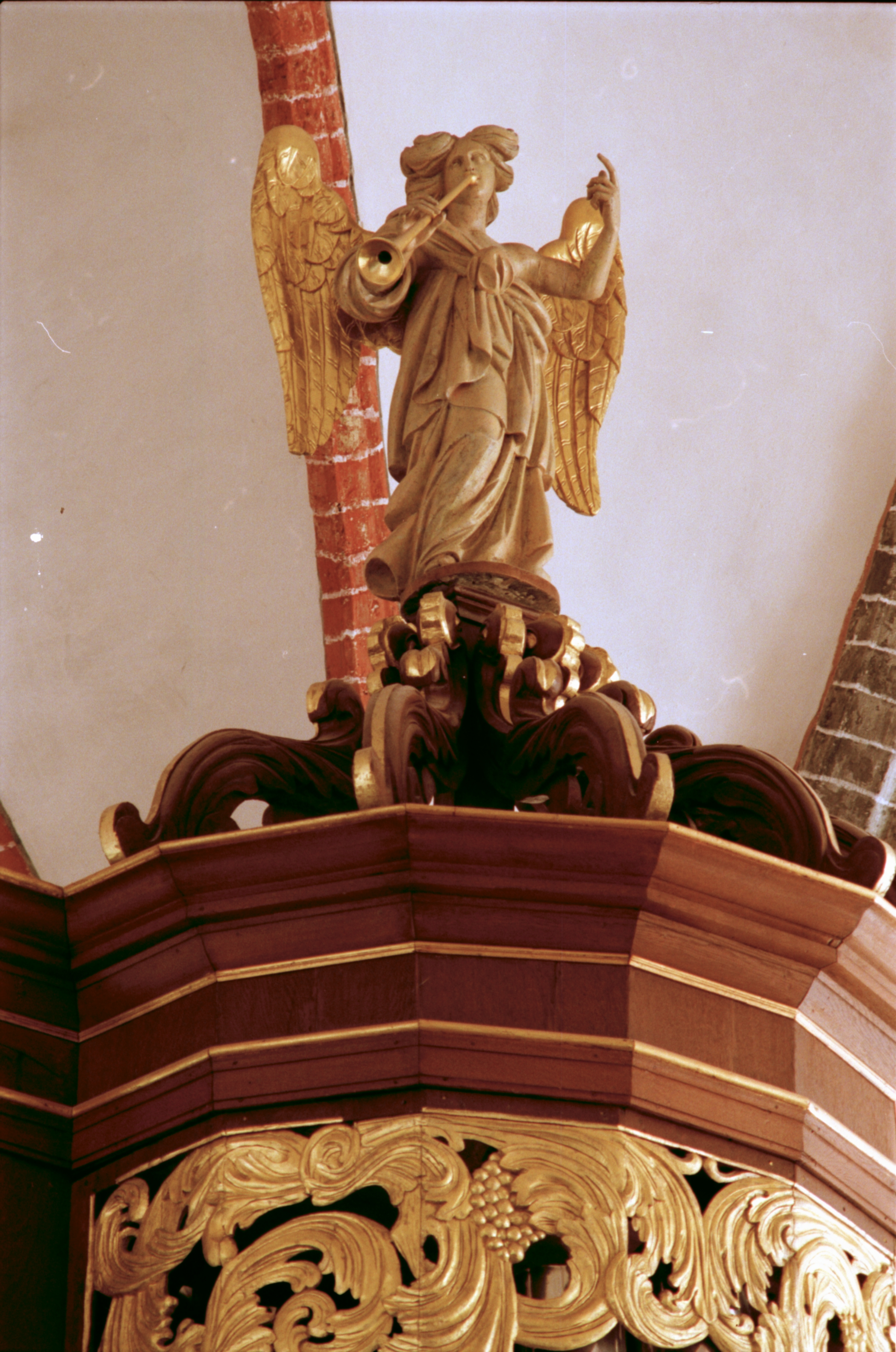
Posaunenengel auf dem Pedalturm

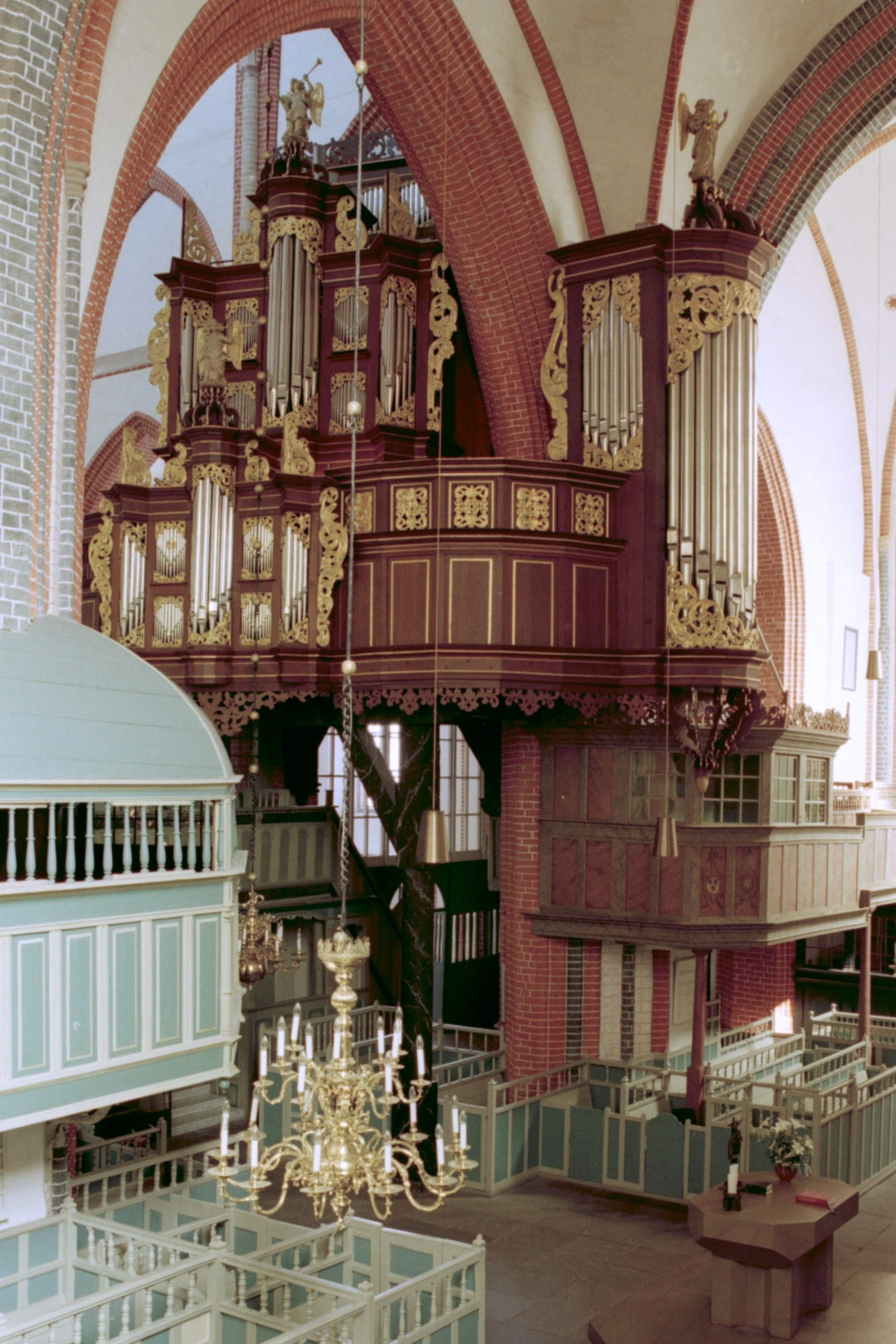
Blick von der nördlichen Querschiffempore auf die Orgel, links übereinander Rückpositiv, Hauptwerk und Oberpositiv, rechts der Pedalturm

Als nach jahrelangen vergeblichen Reparaturarbeiten der inzwischen desolaten Orgel schließlich Arp Schnitger am 26. Februar 1686 mit einem Orgelneubau beauftragt wurde, baute er eine niedrigere und größere Orgelempore, auf der seine neue Orgel bis in die Mittelachse des Chores und noch in die Vierung hinein reichte, wodurch er der seit Mitte des 17. Jahrhunderts neuen Aufgabenstellung der Orgeln, den Gemeindegesang zu begleiten, Rechnung trug. Denn nun konnte der Orgelklang außer der Abendmahlsgemeinde im Hochchor auch die Gemeinde der Predigtgottesdienste im Quer- und Langschiff gut erreichen, wobei die Klangabstrahlung der einzelnen Werke in die verschiedenen Teile der Kirche unterschiedlich ist. So entstand eine für seine Zeit sehr ungewöhnliche Orgelaufstellung im Kirchenraum mit der Platzierung um den südöstlichen Vierungspfeiler herum in zwei verschiedenen Raumteilen, den Manualwerken im Hochchor und dem Pedalwerk in der Vierung, das in diesem Falle zwangsläufig in einem einzigen Turm zusammengefasst werden musste. Dieser Pedalturm bringt das Bassfundament für den Gemeindegesang nahe an das Langschiff heran und ist auch optisch dominierend für den von der Westseite her kommenden Kirchenbesucher. Acht alte Register von de Mare und Evers, die Schnitger in sein Werk integriert hat, sind noch erhalten und von besonderer klanglicher Qualität. Über den Kontrakt hinaus fügte Schnitger das Brustpositiv mit sechs Stimmen hinzu und ergänzte in einem zweiten Bauabschnitt zwischen 1691 und 1692 ein Oberpositiv mit acht Stimmen, das an die Traktur des Brustpositivs angehängt, ebenfalls vom dritten Manual aus gespielt wird. Die neue Orgel verfügte nun über 46 Register und fünf Werke auf drei Manual-Klaviaturen und Pedal.
Die architektonische Konzeption und Aufstellung der Werke sind bei Schnitger einzigartig. Die vier Manualwerke sind über- und hintereinander angeordnet: Rückpositiv, Brustpositiv, Hauptwerk und Oberpositiv. Die fünfachsigen Prospekte von Hauptwerk und Rückpositiv entsprechen sich. Der überhöhte polygonale Mittelturm wird mit den seitlichen Spitztürmen durch zweigeschossige Flachfelder verbunden. Kämpferleisten trennen die höheren oberen Felder von den unteren. Im Hauptwerk sind die Pfeifen der oberen Flachfelder und im Rückpositiv die Pfeifen der unteren Felder stumm. Seitentürme und Flachfelder der beiden Manualwerkgehäuse werden unter einem gemeinsamen Kranzgesims vereint. Die oberen und unteren Kranzgesimse sind profiliert und haben jeweils einen Fries und eine Kronleiste. Zum Chor hin ist am Rückpositiv und am Hauptwerkgehäuse ein seitliches Flachfeld mit Blindpfeifen angebracht. Am oberen Hauptgehäuse findet es seine Fortsetzung in drei weiteren Flachfeldern, die bis an den ersten Chorpfeiler heranreichen und den Stimmgang zum Oberpositiv verdecken. Das mittlere Flachfeld wird von zwei zweigeschossigen Feldern mit stummen Pfeifen flankiert.
Segmentierte Konsolen vermitteln vom Oberteil des Hauptgehäuses zum schmaleren Unterteil mit dem Spieltisch und den Brustwerktüren. Diese sind zweiflügelig und mit durchbrochenem Schnitzwerk aus Akanthusblättern und Voluten gefüllt. Das kastenförmige Oberpositiv hat nach vorne vier Flachfelder mit foliierten blinden Holzpfeifen in weiter Mensur und zum Chor hin ein weiteres Flachfeld. Auf dem Oberpositiv sind flachgeschnitzte Ornamente aufgestellt. Der polygonale Pedalturm am Vierungspfeiler wird von einer Volutenkrone mit einem Posaunenengel bekrönt. Alle Pfeifenfelder schließen oben und unten mit durchbrochenem vergoldetem Schleierwerk ab. Es besteht wie die Gehäuseaufbauten und seitlichen Blindflügel an Hauptwerk und Rückpositiv aus vergoldetem Akanthus mit Voluten. Die drei Posaunenengel auf den beiden Mitteltürmen und dem Pedalturm werden Christian Precht in Hamburg zugeschrieben.

### Spätere Arbeiten
Seit Mitte des 19. Jahrhunderts wurden im Zuge von Reparaturen und Anpassungen an den Zeitgeschmack etliche Register, die Klaviaturen und Bälge in entstellender Weise ersetzt. 1917 mussten die Prospektpfeifen (die Prinzipale des Hauptwerks, Rückpositivs und Pedals, sowie die stummen Pfeifen an der Ostseite der Orgel) zu Kriegszwecken abgegeben werden.

### Restaurierungen
Die lange Phase der Restaurierungen im 20. Jahrhundert begann 1927 zu Beginn der Orgelbewegung mit den Untersuchungen von Christhard Mahrenholz und Hans Henny Jahnn, worauf 1929/1930 durch die Firma P. Furtwängler & Hammer einiges nach den Erkenntnissen der damaligen Zeit wiederhergestellt wurde. Allerdings wurden die fehlenden Töne der kurzen Oktave und in der Höhe cis3–g3, im Pedal dis1–g1, auf pneumatischen Zusatzwindladen ergänzt und ein neuer, jetzt viermanualiger Spieltisch eingebaut, um Brust- und Oberpositiv separat spielen zu können. Oberpositiv und Pedal erhielten durchgängig eine pneumatische Traktur. Nach kriegsbedingter Auslagerung der Orgel 1943 und Wiederaufbau 1945 bis 1948 führte Paul Ott 1948 und 1957 bis 1959 verschiedene Restaurierungsarbeiten durch, die klanglich und technisch letztlich nicht befriedigen konnten. Aufgrund des abgesenkten Winddrucks wurden sogar Eingriffe ins Pfeifenwerk vorgenommen.
Erst durch die 1981 bis 1985 nach strengen denkmalpflegerischen Maßstäben erfolgte Restaurierung durch Jürgen Ahrend, die von dem an der Ludgerikirche wirkenden Kirchenmusiker und Organologen Reinhard Ruge geplant wurde, ist die alte Klangpracht wieder vollumfänglich hergestellt. Ahrend rekonstruierte 25 Register, die Klaviaturen, drei Keilbälge, Windkanäle, Sperrventile, Tremulanten und Teile der Mechanik. Insbesondere seine Rekonstruktion der Prinzipale und Zungenregister gilt als meisterhaft. 

#### Temperatur
Die heutige Temperatur der Norder Orgel ist eine modifiziert oder erweitert mitteltönige Temperatur, die der frühere Organist und Kantor an St. Ludgeri, Reinhard Ruge (* 1934) für diese Restaurierung entwickelte. Sie erzielt ohne Wolfsquinte eine große Reinheit des Orgelklangs in den Tonarten mit wenigen Vorzeichen, lässt aber auch das Spiel von mehr Tonarten zu, als es in einer strikten mitteltönigen Temperatur gemeinhin für akzeptabel angesehen wird. 
Struktur:
- Sieben um 1/5 pythagoreisches Komma verengte Quinten von je 697,3 Cent: F–C–G–D–A–E–H–Fis
- Zwei um 1/5 pythagoräisches Komma erweiterte Quinten von je 706,6 Cent: As–Es-B
- Drei reine Quinten zu je 702 Cent: Fis–Cis–Gis und B–F

Das Kennzeichen der Norder Temperatur ist ein Kern von vier mitteltönigen, d. h. gleichartig guten Dur-Akkorden auf F, C, G und D. Die Quinten und die großen Terzen dieser vier Akkorde schweben in enger Lage gleich schnell: c1-g1 und c1–e1 schweben z. B. beide mit ca. 2,3 Hertz. Hierdurch wird in diesen Akkorden ein besonders harmonischer Effekt erzielt. 
An diesen mitteltönigen Kern schließen sich zu beiden Seiten des Quintenzirkels Tonarten an, die mit zunehmender Vorzeichenzahl graduell immer gespannter klingen (A-, E-, H-Dur bzw. B- und Es-Dur), vergleichbar einer wohltemperierten Stimmung. Die restlichen Terzen der entlegensten Tonarten sind zwar deutlich durch die beiden überschwebenden Quinten geprägt, die die in der Mitteltönigkeit übliche Wolfsquinte aufteilen und weiter vermindern. Sie sind aber je nach musikalischem Satz bzw. Registrierung en passant verwendbar, vor allem As-Dur.
| Terzen bzw. Quinten über         | c          | g          | d          | a          | e          | h          | fis   | cis/des | gis/as     | es/dis     | b     | f          |
| Quinte (Cent) Bruchteil pyth. K. | 697,3 -1⁄5 | 697,3 -1⁄5 | 697,3 -1⁄5 | 697,3 -1⁄5 | 697,3 -1⁄5 | 697,3 -1⁄5 | 702 0 | 702 0   | 706,6 +1⁄5 | 706,6 +1⁄5 | 702 0 | 697,3 -1⁄5 |
| Große Terz (Cent)                | 389,1      | 389,1      | 389,1      | 393,7      | 398,4      | 407,8      | 417,2 | 417,2   | 412,5      | 403,1      | 393,7 | 389,1      |
| Kleine Terz (Cent)               | 294,1      | 303,5      | 308,2      | 308,2      | 308,2      | 308,2      | 308,2 | 303,5   | 298,8      | 289,4      | 284,8 | 284,8      |

Die Norder Temperatur kann systematisch als Weiterentwicklung der modifiziert oder erweitert mitteltönigen Stimmung betrachtet werden, die Harald Vogel zur Restaurierung 1975 der Orgel von St. Cosmae et Damiani zu Stade entwickelte. Sie hat sich sehr bewährt und ist seitdem als Norder Stimmung bei mehreren anderen Orgelrestaurierungen und -neubauten zugrunde gelegt worden. Unter anderem wurde sie in folgenden Orgeln eingestimmt: 
- Osteel (Edo Evers, 1619)
- Emden-Larrelt (Johannes Millensis, 1619)[15]
- Oederquart (Arp Schnitger, 1678–1682)[16]
- Pilsum (Valentin Ulrich Grotian, 1694)
- Dornum (Gerhard von Holy, 1710–1711)
- Marienhafe (Gerhard von Holy, 1710–1713)
- Melle, St. Matthäus (Hinrich Klausing oder Johann Berenhard Klausing, 1713)[17]
- Saint-Maximin-la-Sainte-Baume (Provence/Frankreich), Ste-Marie-Madeleine (Jean Esprit Isnard, 1772–1774)[18]
- Rozsa Center der University of Calgary, Kanada (Hendrik Ahrend, 2006, op. 172)[19]

## Disposition seit 1985 (= 1693)
| I Rückpositiv CDE–c3 |              |     |   |
| 01.                  | Principal    | 8′0 | A |
| 02.                  | Gedact       | 8′  | V |
| 03.                  | Octav        | 4′  | S |
| 04.                  | Rohrfloit    | 4′  | S |
| 05.                  | Octav        | 2′  | V |
| 06.                  | Waldfloit    | 2′  | S |
| 07.                  | Ziffloit     | 1′  | S |
| 08.                  | Sexquialt II |     | V |
| 09.                  | Tertian II   |     | S |
| 10.                  | Scharff VI   |     | A |
| 11.                  | Dulcian      | 8′  | A |
|                      | Tremulant    |     |   |
|                      | Cimbelstern  |     |   |

| II Hauptwerk CDEFGA–c3 |             |      |   |
| 12.                    | Principal   | 08′  | A |
| 13.                    | Quintadena  | 16′0 | V |
| 14.                    | Rohrfloit   | 08′  | V |
| 15.                    | Octav       | 04′  | V |
| 16.                    | Spitzfloit  | 04′  | A |
| 17.                    | Quinta      | 03′  | A |
| 18.                    | Nasat       | 03′  | A |
| 19.                    | Octav       | 02′  | E |
| 20.                    | Gemshorn    | 02′  | S |
| 21.                    | Mixtur VI   |      | A |
| 22.                    | Cimbel III  |      | A |
| 23.                    | Trommet     | 16′  | A |
|                        | Vogelgesang |      |   |

| III Brustpositiv CDEFGA–c3 |            |       |   |
| 24.                        | Gedact     | 08′0  | S |
| 25.                        | Plockfloit | 04′   | S |
| 26.                        | Principal  | 02′   | A |
| 27.                        | Quinta     | 1 ⁄2′ | S |
| 28.                        | Scharff IV |       | S |
| 29.                        | Regal      | 08′   | A |

| III Oberpositiv CDEFGA–c3 |                  |     |   |
| 30.                       | Hollfloit        | 8′0 | S |
| 31.                       | Octav            | 4′  | S |
| 32.                       | Flachfloit       | 2′  | S |
| 33.                       | Rauschpfeiff II0 |     | A |
| 34.                       | Scharff IV–VI    |     | A |
| 35.                       | Trommet          | 8′  | A |
| 36.                       | Vox humana       | 8′  | A |
| 37.                       | Schalmey         | 4′  | A |
|                           | Tremulant        |     |   |

| Pedal CDE–d1 |                  |      |   |
| 38.          | Principal        | 16′0 | A |
| 39.          | Octav            | 08′  | V |
| 40.          | Octav            | 04′  | A |
| 41.          | Rauschpfeiff II0 |      | A |
| 42.          | Mixtur VIII      |      | A |
| 43.          | Posaun           | 16′  | A |
| 44.          | Trommet          | 08′  | A |
| 45.          | Trommet          | 04′  | A |
| 46.          | Cornet           | 02′  | A |

- Koppeln: Schiebekoppel III/II (A)
- 2 Tremulanten (A)
- Cimbelsterne (S)
- Vogelsang (A)

Anmerkungen:
1. 1 2 3  Holz.

V = aus Vorgängerorgel von Edo Evers oder älter (Andreas de Mare)
S = Arp Schnitger
A = Jürgen Ahrend

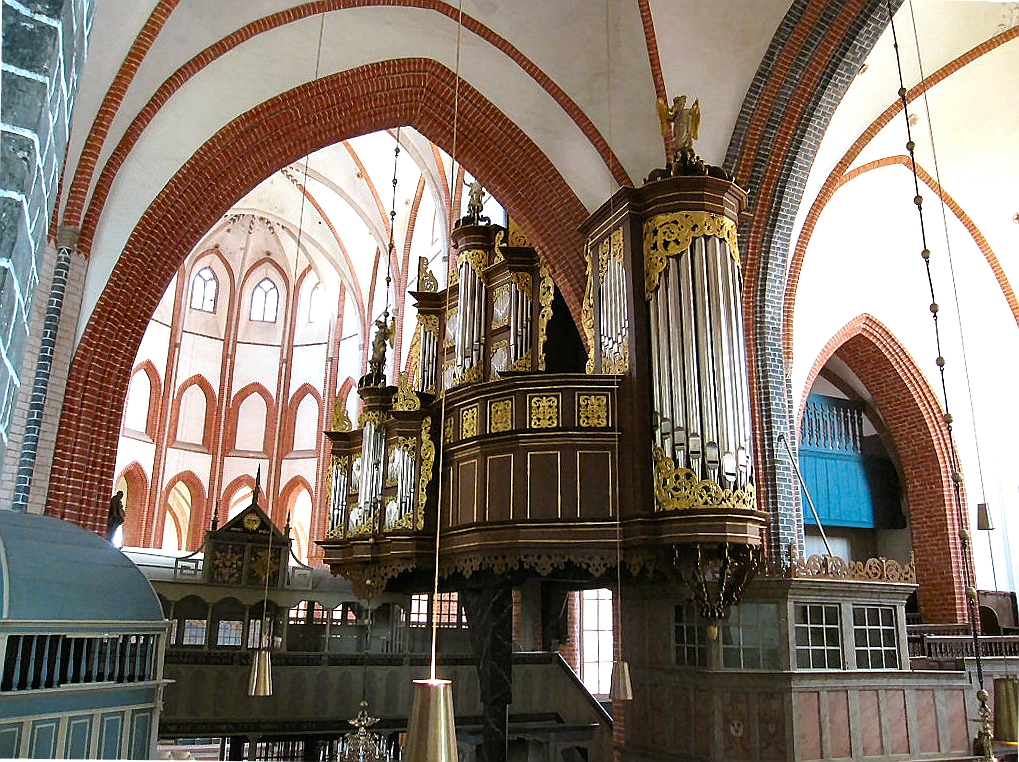
Orgel vom Langschiff aus gesehen, links das Rückpositiv, in der Mitte oben das Hauptwerk, rechts der Pedalturm
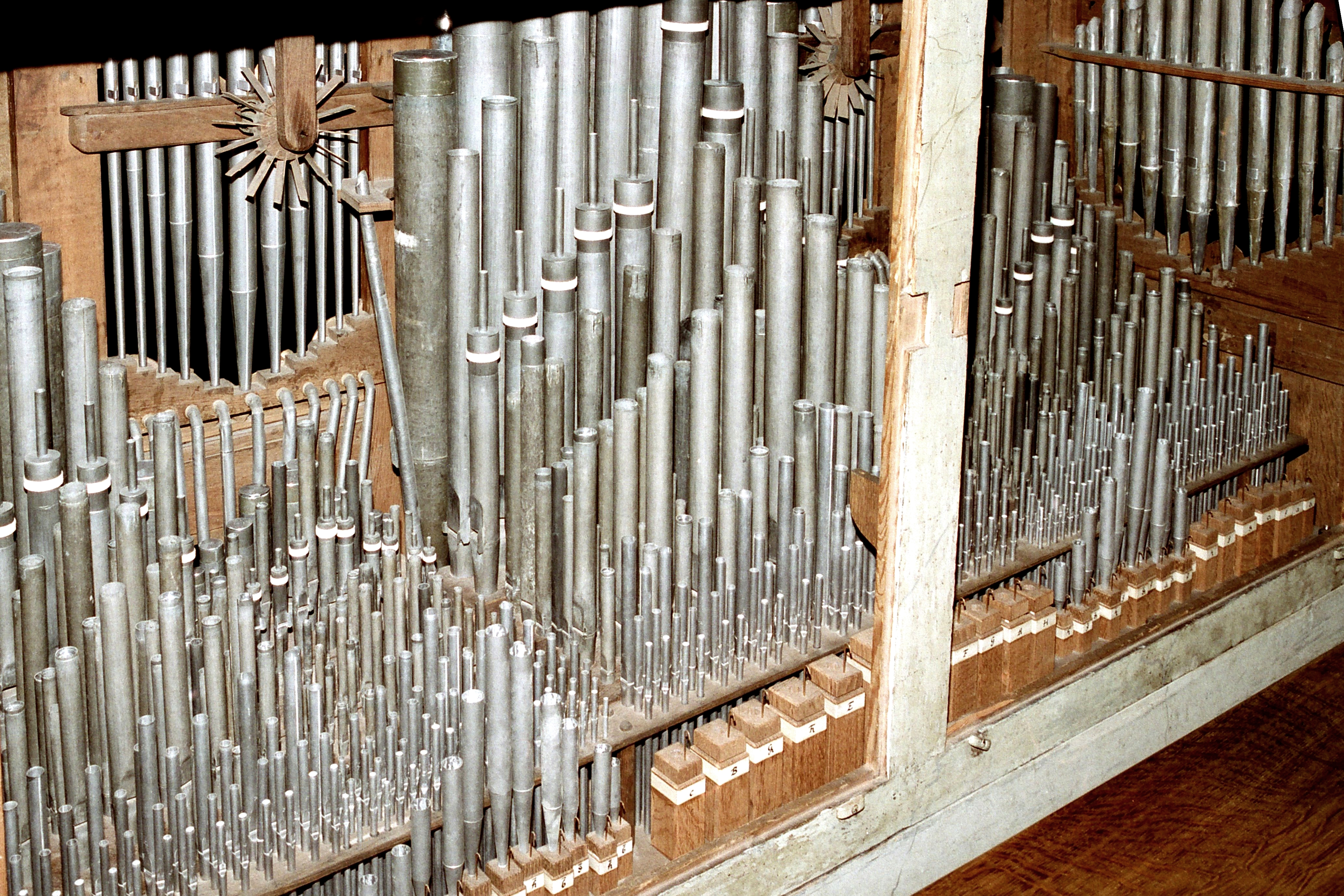
Blick von hinten ins Rückpositiv. Die kleinen Windräder gehören zu den Zimbelsternen
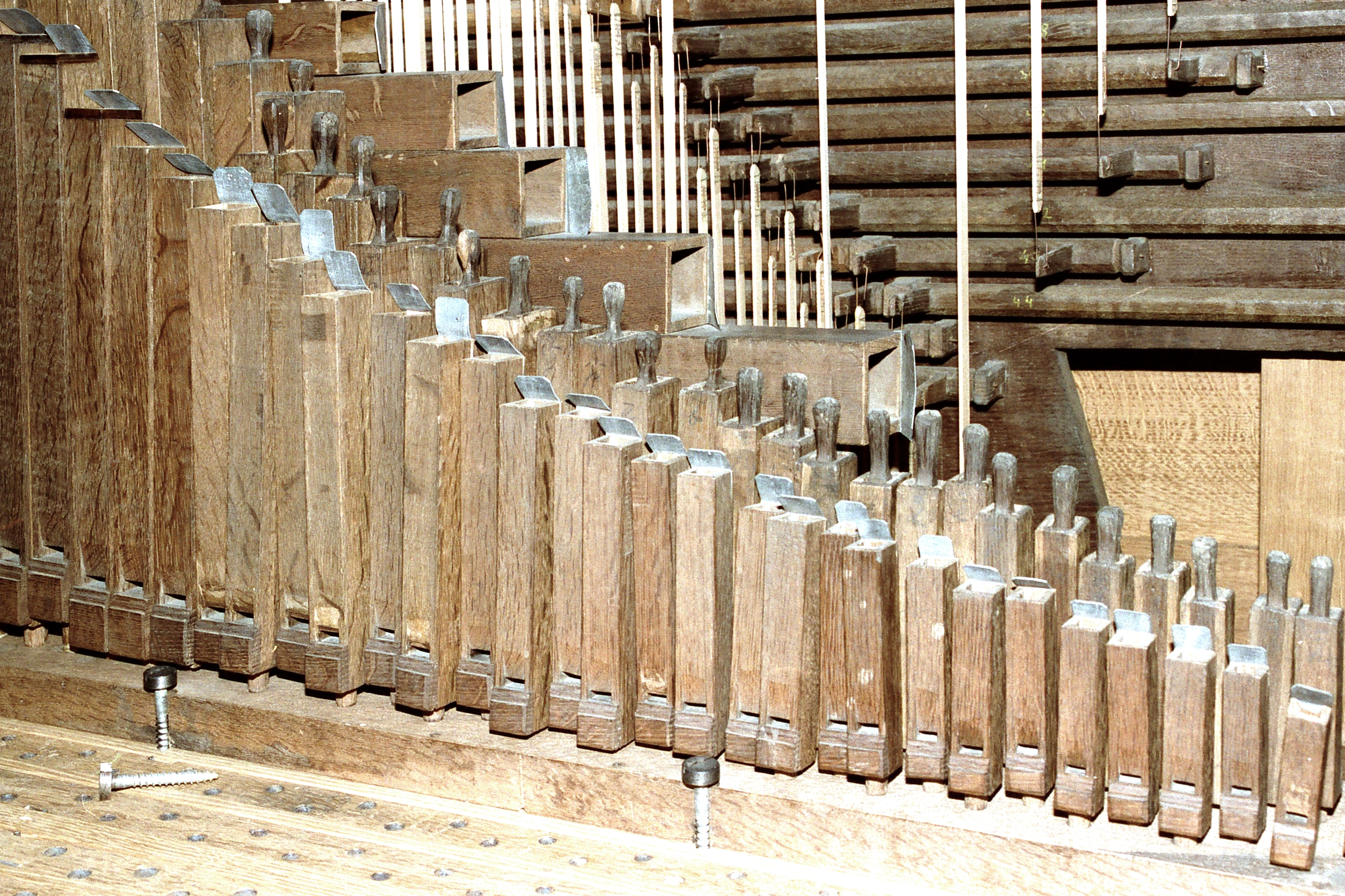
Holzpfeifen im Brustpositiv, vorne Plockfloit, dahinter Gedact, im Hintergrund das Wellenbrett zum Hauptwerk

## Technische Daten
- 46 Register, 76 Pfeifenreihen, 3110 Pfeifen
- Windversorgung:
  - Winddruck: 71,5 mmWS
  - drei Keilbälge mit Tretanlage (Ahrend)
  - fünf Sperrventile
- Windladen (Schnitger)
- Traktur (Ahrend):
  - Klaviaturen (Ahrend)
  - Tontraktur: Mechanisch
  - Registertraktur: Mechanisch
- Stimmtonhöhe bei 15 °C: gis1 = 440 Hz[20] (entspricht a1 = 467,3 Hz)[21]
- Temperatur: Modifiziert oder erweitert mitteltönig (vgl. Beschreibung im Abschnitt Temperatur)

## Organisten
- Johann Diedrich Druckenmüller (1688–1696)
- Johann Jacob Druckenmüller (1697–1715)
- Michael Johann Friedrich Wiedeburg (1748–1800)
- Johann Gottlieb Joachim Veckenstedt (1801–1842)
- Wilhelm Grundmann (1842–1860)
- Georg Carl Grundmann (1860–1896)
- Erich Knorr (1926–1928)[22]
- Gottfried Gallert (1928–1937)
- Gerhard Bau (1937–1970)
- Reinhard Ruge (1970–1999)
- Agnes Luchterhandt (seit 1999)
- Thiemo Janssen (seit 2000)

## Aufnahmen/Tonträger
- Vollständigkeit anstrebende Diskografie aller Schnitger-Orgeln
- Arp Schnitger Orgel Norden - Thiemo Janssen im Gespräch auf YouTube
- Arp-Schnitger-Orgel Norden Registervorstellung - presentation of stops by Thiemo Janssen auf YouTube